# Zhang Di
Zhang Di –en xinès, 張迪– (4 de juliol de 1968) és una esportista xinesa que va competir en judo.
Va participar en els Jocs Olímpics de Barcelona 1992, obtenint una medalla de bronze en la categoria de –61 kg. Als Jocs Asiàtics va aconseguir dues medalles els anys 1990 i 1994.
Va guanyar dues medalles al Campionat Mundial de Judo els anys 1991 i 1993, i una medalla al Campionat Asiàtic de Judo de 1988.

## Palmarès internacional
| Jocs Olímpics     | Jocs Olímpics             | Jocs Olímpics | Jocs Olímpics |
| Any               | Lloc                      | Medalla       | Categoria     |
| ----------------- | ------------------------- | ------------- | ------------- |
| 1992              | Barcelona ( Espanya)      | 3             | –61 kg        |
| Campionat del món |                           |               |               |
| Any               | Lloc                      | Medalla       | Categoria     |
| 1991              | Barcelona ( Espanya)      | 2             | +72 kg        |
| 1993              | Hamilton ( Canadà)        | 3             | –66 kg        |
| Jocs Asiàtics     |                           |               |               |
| Any               | Lloc                      | Medalla       | Categoria     |
| 1990              | Pequín ( R.P. de la Xina) | 1             | –66 kg        |
| 1994              | Hiroshima ( Japó)         | 3             | –61 kg        |
| Campionat Asiàtic |                           |               |               |
| Any               | Lloc                      | Medalla       | Categoria     |
| 1988              | Damasc ( Síria)           | 3             | –61 kg        |